# Симоничский Млынок
Симоничский Млынок (бел. Сіманіцкі Млынок) — деревня в Тонежском сельсовете Лельчицкого района Гомельской области Беларуси.
На севере Национальный парк «Припятский» (до 1996 года Припятский ландшафтно-гидрологический заповедник) и урочище Ямицы, на западе урочище Волчье.

## География

### Расположение
В 38 км на северо-запад от Лельчиц, 101 км от железнодорожной станции Ельск (на линии Калинковичи — Овруч), 253 км от Гомеля.

### Гидрография
На реке Крушинная (приток реки Канава Крушинная).

## Транспортная сеть
На автодороге Туров — Лельчицы. Планировка состоит из короткой улицы, ориентированной с юго-востока на северо-запад и застроенной бессистемно деревянными домами усадебного типа.

## История
Основана в начале XX века переселенцами из соседних деревень. Наиболее активное заселение произошло в 1920-е годы. В 1932 году жители вступили в колхоз. Во время Великой Отечественной войны в январе 1943 года оккупанты сожгли деревню и убили 8 жителей. Согласно переписи 1959 года в составе колхоза «Красное Полесье» (центр — деревня Слобода).

## Население

### Численность
- 2004 год — 28 хозяйств, 62 жителя.

### Динамика
- 1940 год — 38 дворов, 195 жителей.
- 1959 год — 147 жителей (согласно переписи).
- 2004 год — 28 хозяйств, 62 жителя.